# Feihyla
Feihyla là một chi động vật lưỡng cư trong họ Rhacophoridae, thuộc bộ Anura.

## Các loài
- Feihyla fuhua Fei, Ye, and Jiang, 2010
- Feihyla hansenae (Cochran, 1927)
- Feihyla inexpectata (Matsui, Shimada, and Sudin, 2014)
- Feihyla kajau (Dring, 1983)
- Feihyla palpebralis (Smith, 1924)
- Feihyla vittata (Boulenger, 1887)

## Hình ảnh

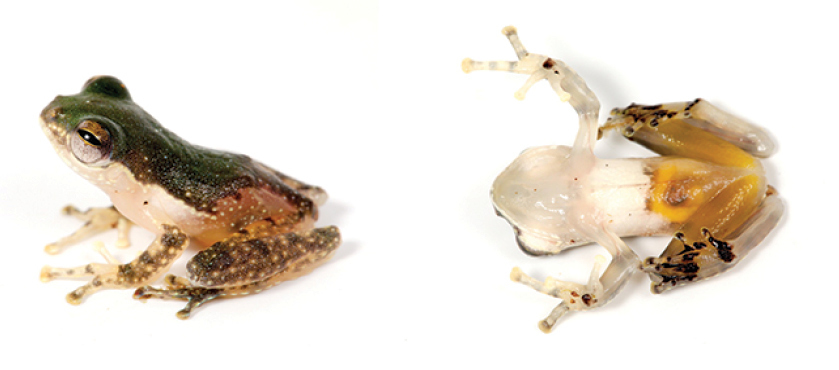
Feihyla kajau